# Lambeth kerület
Lambeth (IPA: læmbəθ) egy kerület Dél-Londonban, Angliában. Charing Crosstól 1 mérföldre (1,6 km-re) délre található. Lambeth kerületének lakossága 303 086 volt 2011-ben. A terület a középkorban a Lambeth-palota kastélyának részeként némi fejlődésnek indult, a viktoriánus kori gyors indusztrializációt követően egyre népesebb és népesebb lett. A második világháborúban a kerületet és környékét erősen bombázták, így annak építményei jelentős mértékben megsemmisültek, csak a 20-21. század fordulóján kezdték Lambethet ténylegesen újjáépíteni.
Ez a kerület ad otthont a Nemzetközi Tengerészeti Szervezetnek.

## Nevének eredete
Lambethet 1062-ben egy feljegyzésben említették először mint Lambehitha, azaz „bárányok kiszállóhelye”, és 1255-ben, mint Lambeth. A Domesday Bookban Lambethet „Lanchei”-nek nevezik, valószínűleg tévedésből. A név egy kikötőre utal, ahonnan vagy ahová bárányokat  szállítottak. Nagy valószínűséggel a név az óangol „lamb” és „hythe” szavakból alakult ki. Dél-Lambethet 1241-ben Sutlamehethe-ként, Észak-Lambethet pedig egy 1319-es feljegyzés alapján North Lamhuth néven szerepel.

## Népessége

### Etnikumok
| Etnikumok                               | 2001         | 2001    | 2011         | 2011    |
| Etnikumok                               | Népességszám | %       | Népességszám | %       |
| --------------------------------------- | ------------ | ------- | ------------ | ------- |
| Brit                                    | 131,939      | 49.57%  | 118,250      | 39.02%  |
| Ír                                      | 8,689        | 3.26%   | 7,456        | 2.46%   |
| Egyéb fehérek                           | 25,430       | 9.55%   | 47,124       | 15.55%  |
| Fehérek összesen                        | 166,058      | 62.39%  | 173,025      | 57.09%  |
| Indiai                                  | 5,316        | 2.00%   | 4,983        | 1.64%   |
| Kínai                                   | 2,634        | 0.99%   | 3,072        | 1.01%   |
| Bangladesi                              | 2,169        | 0.81%   | 2,221        | 0.73%   |
| Kínai                                   | 3,362        | 1.26%   | 4,573        | 1.51%   |
| Egyéb ázsiaiak                          | 2,045        | 0.77%   | 6,089        | 2.01%   |
| Ázsiaiak összesen                       | 15,526       | 5.83%   | 20,938       | 6.91%   |
| Néger                                   | 32,139       | 12.07%  | 28,886       | 9.53%   |
| Karibi                                  | 30,836       | 11.59%  | 35,187       | 11.61%  |
| Egyéb négerek                           | 5,579        | 2.10%   | 14,469       | 4.77%   |
| Négerek összesen                        | 68,554       | 25.76%  | 78,542       | 25.91%  |
| Fehér-karibi kevert                     | 5,322        | 2.00%   | 8,302        | 2.74%   |
| Fehér-néger kevert                      | 2,159        | 0.81%   | 4,301        | 1.42%   |
| Fehér-ázsiai kevert                     | 2,100        | 0.79%   | 3,574        | 1.18%   |
| Egyéb kevert                            | 3,273        | 1.23%   | 6,983        | 2.30%   |
| Kevert etnikumúak összesen              | 12,854       | 4.83%   | 23,160       | 7.64%   |
| Egyéb: arabok                           |              |         | 1,728        | 0.57%   |
| Egyéb: bármilyen kisebb etnikai csoport |              |         | 5,888        | 1.94%   |
| Egyéb összesen                          | 3,177        | 1.19%   | 7,421        | 2.51%   |
| Nem fehérek összesen:                   | 100,111      | 37.61%  | 130,061      | 42.91%  |
| Összesen                                | 266,169      | 100.00% | 303,086      | 100.00% |

### Beszélt nyelvek
| Nyelv    | 1992  | 2014  |
| -------- | ----- | ----- |
| Angol    | 76.0% | 49.6% |
| Portugál | 1.5%  | 7.6%  |
| Spanyol  | 0.9%  | 5.1%  |
| Szomáli  | 0.1%  | 4.5%  |
| Francia  | 1.0%  | 3.7%  |
| Joruba   | 3.2%  | 3.4%  |
| Akan     | 1.5%  | 2.7%  |
| Lengyel  | 0.1%  | 2.6%  |
| Arab     | 1.2%  | 2.5%  |
| Bengáli  | 1.9%  | 1.6%  |

### Vallási megoszlás
| Vallás        | 2011         | 2011    |
| Vallás        | Népességszám | %       |
| ------------- | ------------ | ------- |
| Kereszténység | 160,944      | 53.10%  |
| Buddhizmus    | 2,963        | 0.98%   |
| Hinduizmus    | 3,119        | 1.03%   |
| Judaizmus     | 1,134        | 0.37%   |
| Iszlám        | 21,500       | 7.09%   |
| Szikh         | 440          | 0.14%   |
| Egyéb         | 1,682        | 0.56%   |
| Ateizmus      | 84,803       | 27.98%  |
| Nem válaszolt | 26,501       | 8.74%   |
| Total         | 219,396      | 100.00% |

A kerület népessége a továbbiakban az alábbi módon alakult:
| Lakosok száma | 310 200 | 324 400 | 325 917 | 316 812 |
|               | 2012    | 2015    | 2018    | 2022    |

## Fordítás
Ez a szócikk részben vagy egészben  a   London Borough of Lambeth című angol Wikipédia-szócikk fordításán alapul.  Az eredeti cikk szerkesztőit annak laptörténete sorolja fel. Ez a jelzés csupán a megfogalmazás eredetét és a szerzői jogokat jelzi, nem szolgál a cikkben szereplő információk forrásmegjelöléseként.